# Stenalia variipennis
Stenalia variipennis es una especie de coleóptero de la familia Mordellidae. La especie fue descrita científicamente por Karl Friedrich Ermisch en 1955.

## Subespecies
- Stenalia variipennis picipennis (Ermisch, 1951)

= Stenalia variipennis Ermisch, 1951
- Stenalia variipennis variipennis Ermisch, 1955

## Distribución geográfica
Habita en las regiones selváticas de África occidental y África central.